# Hugh Clapperton
Hugh Clapperton (Annan, 18 maggio 1788 – Sokoto, 13 aprile 1827) è stato un esploratore scozzese dell'Africa centro-occidentale.

## Biografia

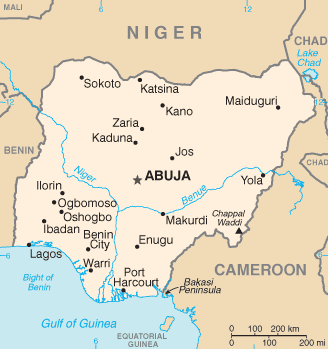
Mappa della Nigeria

Nato nel 1788 nella contea scozzese di Dumfriesshire, figlio di un chirurgo, a soli tredici anni Hugh Clapperton s'imbarcò su una nave che esercitava il commercio tra il porto di Liverpool e l'America del Nord con la quale eseguì numerose traversate atlantiche. Arruolatosi nella Marina militare raggiunse il grado di guardiamarina. Partecipò alle guerre napoleoniche e successivamente, nel 1814, con il grado di tenente, al comando di una goletta, navigò sui laghi canadesi fino al 1817 quando, smantellata la flottiglia, fece ritorno in patria.
Nel 1820 si trasferì a Edimburgo ove conobbe il medico Walter Oudney (1790-1824) che lo interessò ai viaggi africani. Nel 1822, insieme con Oudney e Dixon Denham (1786-1828), partito da Tripoli, attraversò il Sahara e giunse nella città di Kukawa, nel Borno, nel nord-est della Nigeria. Scoprì il lago Ciad e, cercando di giungere al fiume Niger, arrivò sino a Sokoto, nella Nigeria nord-occidentale. Dopo aver esplorato il Sudan, tornò nel 1825 a Tripoli. Le vicende del viaggio furono descritte da Clapperton nel suo Narrative of Travels and Discoveries in Northern and Central Africa, in the years 1822, 1823 and 1824, pubblicato nel 1826.
Alla fine del 1825, con tre compagni: il suo servitore Richard Lemon Lander, il capitano Pearce e il dottor Morrison, chirurgo e naturalista, dopo essere sbarcato sulla costa del Benin, intraprese un secondo viaggio tentando ancora di raggiungere il fiume Niger, ma nel 1827, a trentotto anni, trovò la morte per dissenteria nei pressi di Sokoto.